# Kirill Sjamalov
Kirill Nikolajevitj Sjamalov (ryska: Кирилл Николаевич Шамалов), född 22 mars 1982, är en rysk affärsman och mångmiljardär. Sjamalov var 2013–2018 gift med Vladimir Putins dotter Katerina Tikhonova. Han är även före detta ekonomisk rådgivare till Rysslands regering och vice ordförande i Sibur Holding.